# غريس موريس كرايغ
غريس موريس كرايغ هي رسامة وكاتِبة كندية، ولدت في 20 فبراير 1891، وتوفيت في 1987.